# サウザンド・シップス湾

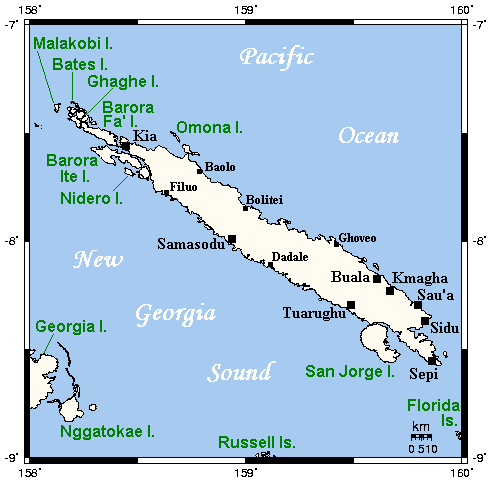
サンタイサベル島周辺の地図

サウザンド・シップス湾 (Thousand Ships Bay) はソロモン諸島のイサベラ州最大の島であるサンタイサベル島の南端付近にある湾であり、サン・ホルヘ島に面した位置にある。

## 参考情報
- “CIA World Factbook:  Solomon Islands”. 2006年5月25日閲覧。
- サウザンド・シップス湾の潮汐表と地図
- Hammond World Travel Atlas. Union, N.J.: Hammond World Atlas Corporation, c. 2004-2005. ISBN 0843719826. Page 245.
- Pacific Wrecks (2009年). “Santa Isabel Province”. Solomon Islands.   Pacific Wrecks.org. 2010年1月2日時点のオリジナルよりアーカイブ。2009年4月28日閲覧。

座標: 南緯8度25分 東経159度40分 / 南緯8.417度 東経159.667度